# Гіперицин
Гіперицини — антрахінонові похідні, що містяться у складі деяких рослин. Одним з найвідоміших їх природних джерел є рослини звіробою звичайного, котрі містять гіперицин і псевдогіперицин у значних кількостях.

## Біологічна активність
Гіперицин та близькі до нього сполуки обумовлює токсичність рослин роду Hypericum для тварин. Цей пігмент накопичується у організмі травоїдних, які поїдають рослину, і викликає підвищену чутливість шкіри до дії світла й кисню повітря. Однак гіперицин стимулює появу харчового рефлексу у Hrysolina brunsvi ensis. Для людини гіперицини виявляють низку типів біологічної активності, зокрема, мають антидепресивну дію. Гіперицин та його похідне має антивірусну активність, зокрема проти СНІДу.